# После смерти (фильм, 1915)
«После смерти» («Тургеневские мотивы») — российский немой художественный фильм Евгения Бауэра по мотивам повести Ивана Тургенева «Клара Милич» .

## Сюжет

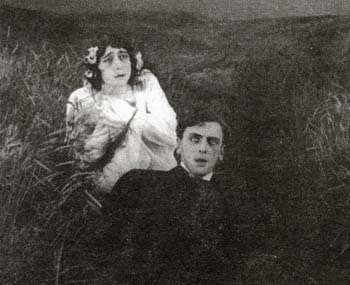
Кадр из сна героя.

Молодой учёный Андрей Багров, «девственник телом и душой», целиком погружён в науку и не появляется в высшем обществе. Однажды его другу Ценину удаётся вывести Андрея в свет. Они посещают вечер княгини Тарской, где Багров встречает артистку Зою Кадмину. Они влюбляются друг в друга с первого взгляда, но Багров, смутившись пристального взгляда Кадминой, спешно уходит. Второй раз они встречаются на литературном вечере, где Зоя снова проявляет внимание к Андрею. Желая сообщить Багрову о своих чувствах, девушка назначает ему свидание в парке. Но в силу своей нерешительности и неопытности Багров отвергает её, даже не выслушав до конца. Вскоре молодой учёный узнаёт из газеты, что Кадмина покончила с жизнью, приняв яд. В предсмертной записке она сообщила, что на этот поступок её толкнула неразделённая любовь. Он едет на родину Зои, в Казань, где знакомится с её семьей. Сестра погибшей, узнав, что Багров влюблён в Зою, дарит ему дневник сестры и её фотографию. И вот, вернувшись в Москву, Андрей Багров начинает читать дневник возлюбленной, не расставаясь с ним. Вскоре она начинает постоянно являться к нему в галлюцинациях, зовя за собой. Это очень истощает Андрея, и он угасает на глазах. Однажды, после очередной встречи с возлюбленной, Андрей теряет сознание. Когда он приходит в себя, то видит в своих руках чёрные локоны Зои. Вскоре Багрову становиться ещё хуже, и в очередной раз видя зовущую его Зою, он хватается за сердце и умирает с улыбкой на губах.

## В ролях
- Витольд Полонский — Андрей Багров
- Вера Каралли — Зоя Кадмина
- Ольга Рахманова — Капитолина Марковна
- Мария Халатова — мать Зои
- Тамара Гедеванова — сестра Зои
- Георгий Азагаров — Ценин
- Марфа Кассацкая — княгиня Тарская

## Другие факты
- Премьера фильма состоялась 29 декабря 1915 года.
- В этом же году рассказ был экранизирован и другим режиссёром — Эдвардом Пухальским.

## Художественные особенности
Киновед Ирина Гращенкова следующим образом описывала фильм:

«Главный герой — учёный затворник, не знавший любви. Его холодность убивает любящую его молодую талантливую актрису — она принимает яд. Погрузившись в чтение её дневника, точно в её душу, он вступает с умершей в мистическую связь, ждёт ночных свиданий с её призраком и наконец с улыбкой покидает этот мир. Бауэр великолепно подобрал дуэт исполнителей: обаятельная, нежная Вера Каралли и безукоризненный красавиц Витольд Полонский, холодность которого здесь, что называется, „в образ“. Оператор Борис Завелев в сценах „призрачных свиданий“ добился мистических оттенков изображения». 
Историк кино и режиссёр Олег Ковалов отмечал, что «русское дореволюционное кино было охвачено страхом перед реальностью, и это состояние прекрасно выразил Бауэр».

… позднейшие его ленты — это воплощение самой натуральной и предельно эстетизированной некрофилии. Так, в фильме «После смерти» (1915) Жизнь символически выступает в виде бесформенной и максимально непривлекательной тётушки-кубышки в маленьких очочках и старушечьем чепце, а Смерть — в виде прекрасной, влекущей и тоскующей девушки. 
Культуролог Кирилл Разлогов приводил описание движения камеры в сцене бала в фильме «После смерти» в качестве примера отработки «эмоциональности как параметра киновыразительности». «Находящаяся в движении камера, — писал он, — показывает нам героя на общих и средних планах, в анфас и профиль, причём она то пристально следит за каждым его жестом, то, наоборот, застывет на месте, в то время как его уводят к следующему собеседнику».

Тем самым зрителю передаётся ощущение насильственности всех этих навязанных знакомств, ведь самому герою, как видно из контекста, хочется остаться наедине со своими мыслями. Порывистость аппарата передаёт суету сует светской жизни, не дающей возможности ни на секунду остановиться, и одновременно раскрывает перед зрителем всё богатство и разнообразие бала. 